# SIG Group
SIG Group AG (pierwotnie Schweizerische Industrie-Gesellschaft) – szwajcarskie przedsiębiorstwo z Neuhausen, produkujące przez pewien okres broń strzelecką. Obecnie producent opakowań żywności, m.in. soków.
Przedsiębiorstwo znane m.in. z produkcji pistoletów. SIG przed drugą wojną światową kupiło licencję pistoletu opatentowanego w 1934 r. przez inż. Charlesa Pettera, pracownika Societe Alsacienne de Constructions Mecaniques (SCAM). Broń kalibru 7,65 mm Pistolet automatique modèle 1935A i została przyjęta jako szwajcarska broń służbowa. Producent w latach 1942–1944 opracował wiele prototypów pistoletów, które były przystosowane do naboju 9 mm Parabellum. Należały do nich: „Neuhausen P 44/8” i „Neuhausen P 44/16”. W latach 1947–1948 opracowano pistolet „Selbstladepistole Neuhausen 47/8”. Po niewielkich zmianach została również wprowadzona do wojska duńskiego jako Pistol M 1949. Zmodyfikowana odmiana broni jako Ordonanzpistole Mod. 49 została wprowadzona do uzbrojenia wojska szwajcarskiego.
Rozwinięciem modelu był pistolet SIG P 210. W 1974 powstał pistolet SIG Hämmerli P 240 we współpracy z Hämmerli. Wraz z zachodnioniemieckim producentem J. P. Sauer & Sohn w końcu lat 70 XX w. opracowała szereg wzorów pistoletów SIG-Sauer. Oprócz pistoletów produkował pistolet maszynowy MP 310, karabinki i karabiny serii SIG 540 i SIG SG-510, karabinki SIG SG 550 i SIG SG 551 oraz uniwersalny karabin maszynowy SIG 710-3.
Obecnie, 2023 r. broń produkują spółki zależne L & O Holding: SIG Sauer, Inc. i SIG Sauer AG, historycznie powiązane z SIG.